# US Milanese
Unione Sportiva Milanese was een Italiaanse sportclub uit Milaan, Lombardije. De club werd in 1902 opgericht, de voetbalafdeling volgde in 1903.
Nadat SEF Mediolanum werd opgeheven in 1905, wisselden vele spelers de club in voor Milanese. Datzelfde seizoen nam de club voor het eerst deel aan het landskampioenschap dat toen nog in bekervorm beslecht werd. Na een 3-3 gelijkspel tegen Milan CFC won de club thuis nipt met 7-6. In de volgende ronde waren Juventus en Genoa CFC de tegenstander, maar zij waren een maatje te groot voor de club.
In de volgende twee seizoenen werd US in de kwalificatie telkens door Milan verslagen. In 1908 en 1909 werd de club vicekampioen achter Pro Vercelli. Vanaf 1909/10 kwam er een competitie die ingedeeld was per regio en speelde tot 1922/23 in de hoogste divisie en eindigde meestal in de middenmoot. In 1928 promoveerde de club opnieuw naar de hoogste klasse maar werd door het fascistische bewind gedwongen om te fuseren met Internazionale dat nu AC Ambrosiana-Inter Milan werd.